# Sarpanit
Sarpanit ali Sarpanitu je bila babilonska boginja mati in žena glavnega boga Marduka.
Po Čikaškem asirskem slovarju njeno ime pomeni "[Boginja] Sarpana", neznane vasi v okolici Babilona. Po drugi razlagi njeno ime pomeni "sijoča" in se včasih povezuje s planetom Venera. Premetanka njenega imena se včasih tolmači kot zēr-bānītu – ustvarjalka semena, zato se Sarpanit povezuje z boginjo Aruru, ki je v babilonskem mitu ustvarila človeštvo.
Po zdaj dostopnih podatkih je Sarpanit obstajala samo kot žena boga in ni imela svoje osebnosti. Središče njenega kulta je bilo v Esagili, velikem Mardukovem templju v Babilonu. V templju so med praznovanjem Novega leta opravili obred akītu, sveto poroko z bogom Mardukom. Sarpanit se pojavi tudi v besedilu z naslovom Ljubezenska lirika, v katerem se sooča z Mardukom med lovom na boginjo Ištar po ulicah Babilona. V drugih virih je kot Mardukova žena omenjena boginja Ištar.
Sarpanitino ime se je uporabljalo kot teoformni element ženskih imen, na primer v arhaični obliki imena Erua.
Častili so jo preko rastoče lune in jo pogosto upodabljali kot nosečo žensko. 